# Bandusia rubicunda
Bandusia rubicunda är en insektsart som först beskrevs av Walker 1851.  Bandusia rubicunda ingår i släktet Bandusia och familjen spottstritar. Inga underarter finns listade i Catalogue of Life.